# 永山英樹
永山 英樹（ながやま ひでき、1961年〈昭和36年〉 - ）は、日本の台湾・中国問題研究家。台湾研究フォーラム会長、頑張れ日本!全国行動委員会常任幹事、アジア自由民主連帯協議会常任幹事。

## 略歴
埼玉県生まれ。法政大学法学部法律学科を卒業後、山西大学漢語班を修了する。

## 主張・活動
台湾は日本の生命線、運命共同体であるとの見地から、日台関係の強化と正常化、台湾報道の正常化、台湾独立建国の支援、台湾の国連加盟への支援等を主張している。

## 出演
- 台湾チャンネル 日台交流頻道（キャスター、日本文化チャンネル桜）

## 著書
- 『日本の命運は台湾にあり-軍拡中国がある東アジアで』（まどか出版、2007年）

### 共著
- 『台湾と日本・交流秘話』（監修）許國雄（展転社、1996年）
- 『国士 内田良平-その思想と行動』（監修）中村武彦（展転社、2003年）
- 『日本は中国にこうして侵略される！　尖閣どころか沖縄が危ない！　初めて解明された侵略の原理と歴史法則』　黄文雄 責任編集、ヒカルランド、2012年12月。ISBN 978-4-86471-074-9。
- 『日本人と台湾』 – 2015/6/2　歴史REAL編集部（洋泉社、2015年） ISBN 978-4-80030-636-4

### 共訳書
- 『台湾を知る-台湾国民中学歴史教科書』（編集）国立編訳館（雄山閣出版、2000年）